# 符浩 (清水)
符浩，中华人民共和国政治人物、全国脱贫攻坚先进个人。

## 生平
符浩任白银市城乡居民最低生活保障办公室副主任。因在脱贫攻坚战中作出突出贡献，2021年2月25日全国脱贫攻坚总结表彰大会上，符浩被授予“全国脱贫攻坚先进个人”。